# Орчано ди Пезаро
Орча̀но ди Пѐзаро (на италиански: Orciano, на местен диалект Orciàn, Орчан) е село в Централна Италия, община Тере Ровереске, провинция Пезаро и Урбино, регион Марке. Разположено е на 264 m надморска височина.